# 애로우 (프로게이머)
애로우(본명: 노동현, 1994년 7월 20일 ~ )는 대한민국의 리그 오브 레전드 프로게이머이다. 프로게임단 지도자로도 활동하고 있다.  아이디는 Arrow이며 포지션은 AD 캐리이다. 현재 북미 리그의 아마추어 게임단인 와일드카드 게이밍의 플레잉코치로 활동 중이다.

## 선수 생활
2013년 6월 3일, 제닉스 스톰에 입단하면서 프로 커리어를 시작했다. 서머 시즌 좋은 모습을 보여주었다.
2014년 2월, KT 롤스터 애로우즈에 입단했다. 서머 시즌 팀의 우승에 기여했다.
2015시즌을 앞두고 KT 롤스터의 형제팀이 합쳐지는 과정에서 KT의 통합팀에 합류했다. 스프링 시즌에서는 좋지 못한 모습을 보여주었다. 서머 시즌에서는 폼이 오른 모습을 보여주었다. 
2016 스프링 시즌에서도 좋은 모습을 이어나갔다. 서머 시즌에서도 팀의 에이스 역할을 해내면서 팀의 준우승에 기여했다.
2017시즌을 앞두고 북미 리그의 피닉스1에 입단했다. 스프링 시즌 팀의 주전 원딜러로 활동하면서 좋은 모습을 보여주었다. 서머 시즌에서는 애로우 본인은 괜찮은 모습을 보여주었지만 팀이 전체적으로 흔들리면서 승강전으로 떨어지고 말았다.
2018시즌을 앞두고 옵틱 게이밍에 입단했다. 2018시즌에서는 다른 팀원들이 전체적으로 부진한 가운데 분전하는 모습을 보여주었다.
2019 스프링 시즌에서도 준수한 모습을 이어나갔다. 서머 시즌에서도 괜찮은 모습을 보여주면서 팀의 포스트시즌 진출에 공헌했다. 2020시즌을 앞두고 팀에서 퇴단했다.

## 소속팀
| # | 팀명        | 소속 기간             | 소속 리그 | 비고 |
| - | ----------- | --------------------- | --------- | ---- |
| 1 | 제닉스 스톰 | 2013.06.03~2014.02.03 | LCK       |      |
| 2 | KT 롤스터   | 2014.02.10~2016.11.23 | LCK       |      |
| 3 | 피닉스1     | 2016.12.08~2017.11.21 | LCS       |      |
| 4 | 옵틱 게이밍 | 2017.11.23~2020.02.21 | LCS       |      |

## 수상 내역
- 핫식스 리그 오브 레전드 챔피언스 서머 2014 우승
- 스베누 리그 오브 레전드 챔피언스 코리아 서머 2015 준우승
- 리그 오브 레전드 월드 챔피언십 2015 8강
- 코카콜라 제로 리그 오브 레전드 챔피언스 코리아 서머 2016 준우승
- 리그 오브 레전드 챔피언십 시리즈 스프링 2017 정규시즌 최우수선수